# Hapaloides
Hapaloides — вимерлий рід наземних лінивців родини Megalonychidae, ендемік Аргентини в ранньому міоцені. Він жив від 17,5 до 16,3 млн років тому. Відомі три види: H. ignavus, H. laevisculus, H. ponderosus, усі названі Флорентіно Амегіно в 1902 році. H. ignavus відомий завдяки частковому черепу, який менший, ніж у Hapalops rectangularis, з яким його порівнювали.
Амегіно в 1902 році відніс Hapaloides до Megatheriidae поряд з Proschismotherium, який був його сестринським таксоном, тоді як більш пізні таксономічні огляди віднесли Hapaloides до Megalonychidae.